# Troy Podmilsak
Troy Podmilsak est un skieur acrobatique américain né le 23 août 2004. Il devient champion du monde du big air lors des Mondiaux 2023.

## Palmarès

### Championnats du monde
| Épreuve / Édition        | Big Air              |
| Mondiaux 2023 Bakouriani | Médaille d'or, monde |

### Coupe du monde
- 1 podium.